# آینه و شمعدان

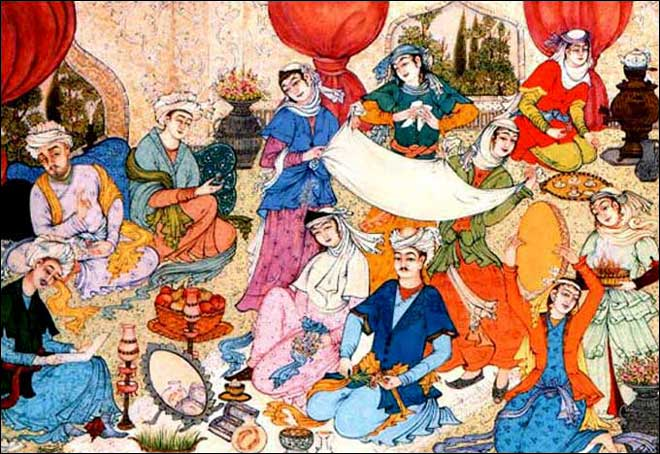
مراسم عروسی ایرانی در نگارگری ایرانی که آینه و شمعدان را نیز به تصویر کشیده‌است.

آیِنِه و شَمْعْدان یا آینه شمدون از اجزای اصیل سفرهٔ عروسی ایرانی است، که در سفرهٔ هفت سین نیز قرار داده می‌شود. استفاده از  آینه شمعدان ریشه در ایران باستان و آیین زرتشت دارد.

## نمادها

### در عروسی ایرانی
در همهٔ سفره‌های عقد ایرانی آیینه و شمعدان وجود دارد، آیینه مظهر روشنایی است و شمعدانهایی که در دو طرف آیینه قرار می‌گیرند نماد سربازهایی هستند که از زندگی عروس و داماد نگهبانی می‌کنند. آینهٔ بخت و دو شمعدان در دو سوی آینه به نشانهٔ روشنایی و آتش، دو عنصر بسیار مهم در فرهنگ ایرانی و زرتشتی هستند.

### در هفت سین
آینه نماد تصویر پیدایش و روشنائی است که بر سر سفره هفت سین گذاشته می‌شود. آتشدان نیز نماد پایداری نور و گرما است که بعدها به شمع و چراغ مبدل شد. در دو طرف آینه دو شمعدان گذاشته می‌شود و به تعداد فرزندان خانواده شمع روشن می‌گردد. شمع‌ها نماد شادی و روشنگری هستند.

## چیدمان
آینه در بالای سفره، روبه‌روی عروس و داماد قرار داده می‌شود تا آن‌ها یکدیگر را در آینه ببینند و دل‌هایشان نسبت به هم مانند آینه صاف و زلال باشد و یک جفت شمعدان که در دو طرف آینه قرار می‌گیرند. شمع‌های روشن شمعدان‌ها نمایانگر روشنایی و گرمی پیوند عقد بین عروس و داماد است. جنس شمعدان با قاب آینه یکی و معمولاً نقره، برنز یا بلورین می‌باشد. همچنین جانمازی پیشاپیش آینه گسترده‌است.

## آداب و رسوم
شمع‌ها در دو طرف آینه که یکی برای عروس و دیگری برای داماد به نشانهٔ روشنایی در زندگی جدیدشان است، روشن می‌شوند. طبق سنن زرتشتی داماد باید ورود عروس به مجلس را در درون آینه ببیند. جنس شمعدان با قاب آینه یکی می‌باشد و معمولاً از نقره، برنز یا بلورین است.
هنگامی که عروس به اتاق وارد می‌شود، با پرده‌ای صورت خود را پوشانده‌است. وقتی که در کنار داماد می‌نشیند، این پرده را از صورت خود بر می‌دارد و نخستین چیزی که داماد در آینه می‌بیند، باید بازتاب چهرهٔ همسر آینده‌اش باشد.
امروزه هنوز بسیاری از سنت‌های دیرین عروسی ایرانی همچنان پابرجا مانده‌است و هرچند که تشریفاتی باشند، اما همواره انجام می‌شوند. عروسی تقریباً مشابه با گذشته آن است و همهٔ عروس‌ها اگر دیگر اقلام را نداشته باشند، بدون شک آینه و شمعدان را خواهند داشت. آینه‌ها همواره در اندازهٔ کامل و جفت شمعدان‌ها در دو سوی آینه با شمع‌های روشن، برای هر یک از عروس و داماد، قرار داده می‌شوند.
همچنین امروزه شمعی که در سفره عقد می‌گذارند را گاهی بعد از خواندن خطبه عقد و دریافت هدایای مهمانان خاموش می‌کنند که این کار توسط عروس و داماد با کفش عروس یا با گلبرگی انجام می‌شود. این رسم احتمالاً در آیین زرتشتی نبوده چون زرتشتیان چنین کاری را بی احترامی به آتش می‌دانند.
آینه‌دار کسی است که آینه در پیش دارد تا عروس و جز او، خویشتن را در آن ببینند.